# Zangilan (raion)
Pour la ville, voir Zangilan.
Zangilan, ou Zəngilan selon la graphie azérie, est un raion d’Azerbaïdjan dont le chef-lieu est la ville homonyme. Il fait partie de la région économique du Zanguezour oriental.

## Géographie
Le raion s'étend sur 707 km2 à l'extrémité sud-ouest de l'Azerbaïdjan et est frontalier de l'Arménie à l'ouest et de l'Iran au sud et à l'est.

## Histoire
Le raion est créé le 8 août 1930 au sein de la république socialiste soviétique d'Azerbaïdjan. Selon le recensement effectué en 1979, la population du raion s'élevait à 29 377 habitants dont 97 % d'Azéris.
Au cours de la première guerre du Haut-Karabagh, le raion est occupé à partir de 1993 par la république autoproclamée du Haut-Karabagh qui l'intègre dans sa région de Kashatagh. L'ONU continue de reconnaître cette région comme faisant partie du territoire de l'Azerbaïdjan conformément à la résolution 884 du Conseil de sécurité.
Le 20 octobre 2020, lors des affrontements au Haut-Karabakh, le président azerbaïdjanais Ilham Aliyev annonce que l'armée azerbaïdjanaise avait pris le contrôle et libéré de l'occupation la ville de Zangilan et les villages de Hawala, Zerneli, Mammadbeyli, Hekeri, Charifan, Mouganli de la région de Zangilan.
Aux termes de la déclaration de cessez-le-feu signée le 9 novembre, l'Azerbaïdjan conserve les positions acquises par son armée, notamment une partie du raion de Zangilan, cependant que l'autre partie au nord doit être restituée par les forces arméniennes au plus tard le 1er décembre suivant.

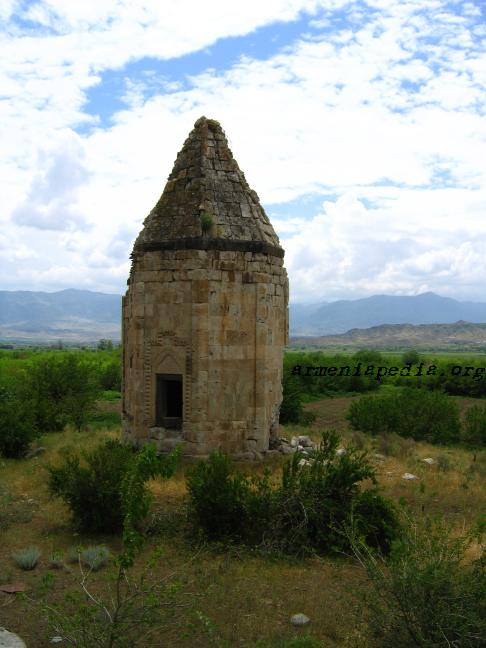
Mausolée de Mammadbayli